# العلاقات التونسية الجامايكية
العلاقات التونسية الجامايكية هي العلاقات الثنائية التي تجمع بين تونس وجامايكا.

## مقارنة بين البلدين
هذه مقارنة عامة ومرجعية للدولتين:
| وجه المقارنة                                              | تونس                                       | جامايكا       |
| --------------------------------------------------------- | ------------------------------------------ | ------------- |
| المساحة (كم2)                                             | 163.61 ألف                                 | 10.99 ألف     |
| عدد السكان (نسمة)                                         | 11.53 مليون                                | 2.95 مليون    |
| الكثافة السكانية (ن./كم²)                                 | 70.47                                      | 268.43        |
| العاصمة                                                   | تونس                                       | كينغستون      |
| اللغة الرسمية                                             | اللغة العربية                              | لغة إنجليزية  |
| العملة                                                    | دينار تونسي                                | دولار جامايكي |
| الناتج المحلي الإجمالي (بليون دولار)                      | 40.26 مليار                                | 14.77 مليار   |
| الناتج المحلي الإجمالي (تعادل القوة الشرائية) بليون دولار | 129.05 مليار                               | 24.79 مليار   |
| الناتج المحلي الإجمالي الاسمي للفرد دولار أمريكي          | 3.87 ألف                                   | 5.23 ألف      |
| الناتج المحلي الإجمالي للفرد دولار أمريكي                 | 11.44 ألف                                  | 8.88 ألف      |
| مؤشر التنمية البشرية                                      | 0.721                                      | 0.719         |
| رمز المكالمات الدولي                                      | +216                                       | +1876         |
| رمز الإنترنت                                              | .tn                                        | .jm           |
| المنطقة الزمنية                                           | ت ع م+01:00، توقيت وسط أوروبا، ت ع م+02:00 | 00            |

## منظمات دولية مشتركة
يشترك البلدان في عضوية مجموعة من المنظمات الدولية، منها:
| علم المنظمة | اسم المنظمة                                                | تاريخ انضمام تونس | تاريخ انضمام جامايكا |
| ----------- | ---------------------------------------------------------- | ----------------- | -------------------- |
|             | يونسكو                                                     | 8 نوفمبر 1956     | 7 نوفمبر 1962        |
|             | مؤسسة التمويل الدولية                                      | 25 يوليو 1962     | 31 مارس 1964         |
|             | المركز الدولي لتسوية المنازعات الاستشارية                  | 14 أكتوبر 1966    | 14 أكتوبر 1966       |
|             | منظمة حظر الأسلحة الكيميائية                               | ?                 | ?                    |
|             | منظمة التجارة العالمية                                     | ?                 | ?                    |
|             | وكالة ضمان الاستثمار متعدد الأطراف                         | 7 يونيو 1988      | 12 أبريل 1988        |
|             | الاتحاد البريدي العالمي                                    | ?                 | ?                    |
|             | الاتحاد الدولي للاتصالات                                   | 14 ديسمبر 1956    | 18 فبراير 1963       |
|             | منظمة الشرطة الجنائية الدولية                              | ?                 | ?                    |
|             | الأمم المتحدة                                              | 12 نوفمبر 1956    | 18 سبتمبر 1962       |
|             | البنك الدولي للإنشاء والتعمير                              | 14 أبريل 1958     | 21 فبراير 1963       |
|             | المنظمة الهيدروغرافية الدولية                              | ?                 | ?                    |
|             | العملية المشتركة للاتحاد الأفريقي والأمم المتحدة في دارفور | ?                 | ?                    |

## وصلات خارجية
- موقع وزارة الخارجية التونسية
- موقع وزارة الخارجية الجامايكية